# Supercoppa di Spagna 2004 (hockey su pista)
La Supercoppa di Spagna 2004 è stata la 1ª edizione dell'omonima competizione spagnola di hockey su pista. Il torneo ha avuto luogo dal 14 al 24 febbraio 2005. A conquistare il titolo è stato il Barcellona per la prima volta nella sua storia superando in finale il Liceo La Coruña.

## Squadre partecipanti
| Club            | Qualificazione               | Partecipazioni precedenti (il grassetto indica la vittoria) |
| --------------- | ---------------------------- | ----------------------------------------------------------- |
| Barcellona      | Vincitore dell'Ok Liga       | Esordiente                                                  |
| Liceo La Coruña | Vincitore della Coppa del Re | Esordiente                                                  |

## Risultati

### Finale di andata
| Barcellona 14 febbraio 2005 | Barcellona | 7 – 3 | Liceo La Coruña | Palau Blaugrana |

### Finale di ritorno
| La Coruña 24 febbraio 2005 | Liceo La Coruña | 2 – 2 | Barcellona | Pazo dos Deportes de Riazor |